# Sixty Four
Sixty Four è il ventunesimo album in studio (il ventiseiesimo in totale) del cantautore scozzese Donovan, pubblicato nel 2004.
L'album contiene registrazioni inedite risalenti al 1964.

## Tracce
Tutti i brani sono di Donovan Leitch tranne dove indicato.
1. Crazy 'Bout a Woman (Jesse Fuller) – 2:42
2. Talkin' Pop Star Blues – 3:29
3. Dirty Old Town (Ewan MacColl) – 2:31
4. Keep on Truckin' (tradizionale; arr. di Donovan Leitch) – 2:19
5. Co'dine (Buffy Sainte-Marie) – 4:47
6. London Town (Tim Hardin) – 4:08
7. Isle of Sadness – 3:03
8. Darkness of My Night – 3:28
9. Freedom Road (Emerson Harper & Langston Hughes) – 2:06